# Улица Тонди
Улица То́нди (эст. Tondi) — улица в Таллине, столице Эстонии. 

## Название
Название улицы происходит от имени члена ревельского магистрата Йоста Дунте (Jobst Dunte), который в XVIII веке построил на этих землях летнюю мызу и проложил дорогу.

## География
Находится в микрорайонах Китсекюла и Тонди. Начинается от Пярнуского шоссе, пересекает у платформы «Тонди» линию железной дороги на Палдиски и заканчивается у улицы Таммсааре. Протяжённость — 2,061 км.
В этом районе находится конечная остановка трамвайных маршрутов № 3 и № 4 «Тонди».
- Улица Тонди на карте Таллина. Yandex.ru/maps

## История
Изначально улица называлась Дунтенская (нем. Duntenstraße) и Старая Перновская (нем. Alte Straße Pernausch). В 1921 году была переименована на эстонский лад.
В 1950–1990 годах улица улица носила имя Александра Матросова. Именем Матросова был назван и 254-й гвардейский мотострелковый полк, в составе которого он совершил свой подвиг. Полк занимал часть протянувшихся вдоль улицы Тонди казарм, построенных 1915–1916 годах для солдат артиллерийского полка Морской крепости императора Петра Великого (т. н. военный городок Дунтен). Четыре казармы (ул. Тонди 51, 53, 55 и 57), здание клуба (ул. Тонди 55В)  и вспомогательное здание (ул. Тонди дом 57А) военного городка внесены в Регистр памятников культуры Эстонии как памятники архитектуры.
3 августа 1990 года улице было возвращено название Тонди.
15 мая 2009 года перед зданием Тондиского военного училища (д. 55/57) состоялось открытие восстановленного памятника «Парням из Тонди». Он посвящён четверым кадетам училища: Александру Томбергу, Аугусту Удрасу, Арнольду Аллебрасу и Александру Тедеру, которые погибли во время попытки государственного переворота 1 декабря 1924 года (автор — Амандус Адамсон, памятник был установлен в 1928 году и снесён в 1941 году).
27 июня 2019 года на липовой аллее между зданиями 53 и 55 по улице Тонди был открыт мемориал военного училища Тонди. Оно известно тем, что практически все офицеры Первой Эстонской Республики получили своё военное образование в его стенах. Жизнь многих из них оборвалась «несправедливо рано». Имена погибших высечены на гранитных досках Мемориала. Помимо этого, список  опубликован на сайте управы района Кристийне, в котором расположена улица Тонди. 
- Улица Тонди, памятники культуры
- Дом 3
- Дом 42, летняя мыза Шпринктал
- Дом 51, казарма военного городка
- Дома 55/57, казарма военного городка
- Дом 55В, здание клуба военного городка